# Бондаж

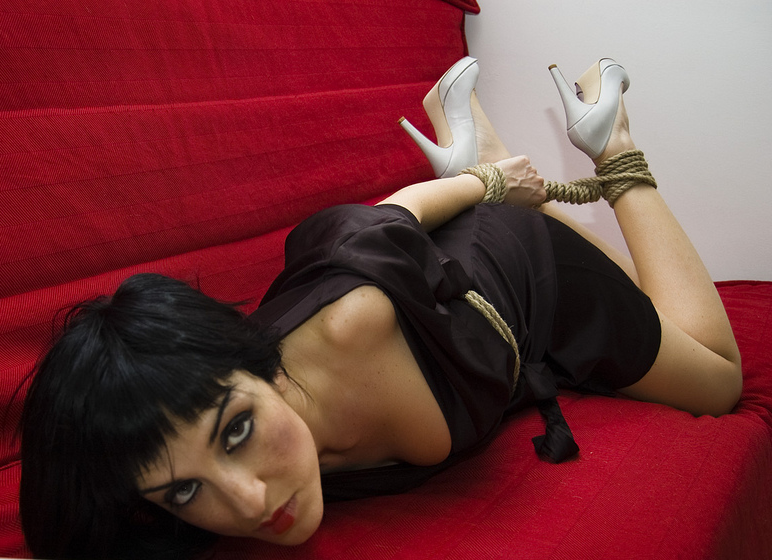
Зв'язана жінка

Бонда́ж (англ. bondage — «залежність, неволя») — еротико-естетична практика, яка полягає у позбавленні одним партнером (той, що домінує) іншого (що підкоряється) тією чи іншою мірою фізичної рухливості та/або свободи дій з метою отримання психосексуального та/або естетичного задоволення. Зазвичай розглядається як одна із складових частин БДСМ. Найчастіше під бондажем розуміють зв'язування, але також в це поняття входять інші види обмеження або позбавлення волі дій: сковування, використання колодок, наручників і подібних предметів. Може бути формою садомазохізму, однак найчастіше не має безпосереднього відношення до заподіяння фізичного болю, орієнтуючись в основному на моральну та емоційну складові практики. Усі дії пов'язані з бондажем мають відбуватися за згодою партнерів та можуть бути припинені в будь-який час за першою вимогою будь-кого з них.  З цією метою партнери мають завчасно домовитися про умовний сигнал для припинення дій, пов'язаних з бондажем.
Своєрідною формою бондажу є деякі сексуальні практики, наприклад трамплінг. Там дівчина чи дівчата, які знаходяться на тілі нижнього, своєю вагою позбавляють його можливості рухатись. Нижній, як правило, відчуває себе фізично нормально, а спроба рухатися чи встати буде коштувати йому зусиль, зайвої перевтоми, або бути небезпечною для верхньої, яка втративши рівновагу зможе заподіяти шкоду й нижньому.